# Fernanda Brum
Fernanda Brum Costa da Cruz MT (São João de Meriti, 19 de dezembro de 1976), mais conhecida como Fernanda Brum, é uma cantora, escritora, atriz, apresentadora, compositora, produtora e pastora, relacionada à música cristã contemporânea brasileira. Fernanda já foi indicada ao Grammy Latino na categoria de "Melhor Álbum Cristão de Língua Portuguesa" quatro vezes, com o álbum Cura-Me em 2008, e em 2017 com o álbum Ao Vivo em Israel, sendo vencedora com o álbum ao vivo Da Eternidade em 2015, e em 2018 com o álbum Som da Minha Vida.
Fernanda iniciou sua carreira em meados dos anos 1990. Em 1993, lançou o disco Feliz de Vez de forma independente, pela gravadora Nancel Produções. Por abrir o show da cantora Shirley Carvalhaes, chamou a atenção da gravadora MK Music, empresa com a qual assinou contrato artístico depois. Em 1995, casou-se com o tecladista, compositor e produtor musical Emerson Pinheiro e lançou Meu Bem Maior, que vendeu mais de 100 mil cópias no país. Seus discos mais notórios são Quebrantado Coração (2002) , Apenas um Toque (2004) Profetizando às Nações (Ao Vivo) (2007). Paralelamente a carreira solo, Brum gravou com vários artistas e músicos e produziu dois álbuns, em 2008 e 2009, em parceria com a cantora e compositora Eyshila. Neste ínterim, foi indicada e venceu em várias categorias no Troféu Talento e Troféu Promessas. Em 2020, após exatos 25 anos de parceria com a gravadora MK Music, a cantora assina com a Sony Music Gospel.

## Biografia
Nascida no Rio de Janeiro, foi criada em Irajá, em um bairro de classe média na zona norte. Fernanda é filha dentre três irmãos, sendo estes: Márcia Brum, Bruno Brum e Louise Costa; Seus pais são Nélio Brum Costa e Maria Fernanda Costa. Desde pequena, Fernanda sempre teve contato com o mundo musical, sendo que, quando ainda criança, Fernanda ganhou um concurso de televisão cantando ao representar a escola em que estudava. Além disso, a cantora também já fez curso de teatro, cantou jingles de rádios, entre outros trabalhos.
Aos 16 anos, Fernanda voltou a praticar o cristianismo, sendo por isso que mais tarde, Fernanda abre o show de Shirley Carvalhaes e assina um contrato com a MK Music. No dia 17 de julho de 2020, após 25 anos contratada pela MK Music, a cantora assina com a gravadora Sony Music Gospel.

## Carreira

### 1993-2001: O início
Em 1993, lança Feliz de Vez, seu primeiro LP, com o qual começa a sua carreira no cenário gospel. O trabalho teve uma única tiragem de apenas mil cópias, o que o tornou exclusivamente raro, tornando-se um item de colecionador.
Após o lançamento de seu primeiro álbum, Fernanda é contratada para abrir um show da cantora Shirley Carvalhaes com um público estimado em 150 mil pessoas. A cantora chamou a atenção de Yvelise de Oliveira, presidente da gravadora MK Publicitá — atualmente MK Music — que estava entre os ouvintes, e decidiu propôr o lançamento de um álbum com o selo da gravadora. Em 1994, Fernanda grava seu segundo álbum, sendo o primeiro de sua carreira a ser produzido por Emerson Pinheiro, que é casado com a cantora desde 1996. O álbum intitulado Meu Bem Maior ficou engavetado por cerca de um ano e foi lançado em dezembro de 1995, lhe dando notoriedade na cena religiosa brasileira. Além da faixa-título, as canções de maior destaque do LP foram "Tua Glória", "Saída" e "Amar Você", sendo esta última a de maior sucesso no álbum, sendo tocada inúmeras vezes em rádios de música gospel e, também, de música secular. Posteriormente, a canção também ganhou uma versão em espanhol com o nome "Amarte A Tí", sendo lançada em 1997 pelo grupo Voices em seu álbum de estreia: Colores Del Amor. Nos anos seguintes, Fernanda lança dois álbuns inéditos: Sonhos (1997) e O Que Diz Meu Coração (1999), além de regravar seu primeiro trabalho, Feliz De Vez, em 2001. Por se tratar de uma regravação, vendeu aproximadamente 80 mil cópias, diferentemente dos seus álbuns anteriores pela MK Music, que venderam cerca de 250 mil cópias. Com isso, a gravadora sentiu a necessidade de lançar outro álbum inédito no ano seguinte.

### 2002-2011: Os grandes sucessos
Em 2002, a cantora lança o álbum Quebrantado Coração, considerado pela crítica como um dos melhores álbuns do ano e o álbum que solidificou a carreira da cantora. No repertório, estão as canções "Amo o Senhor", "Espírito Santo", "Você Merece", "O Amor que Cura", além da faixa-título.
Em 2004, foi lançado o álbum Apenas um Toque, que foi gravado ao vivo na Igreja Batista Ebenézer. A produção musical ficou a cargo de Emerson Pinheiro, seu marido, assim como em todos os álbuns lançados pela cantora, exceto o primeiro. As canções de destaque são "Em Tua Presença", "Puro Nardo", "Dá-me Filhos" e "Ele Escolheu os Cravos", além de "Apenas Um Toque", canção que dá nome ao álbum.
Em 2006, lançou o álbum temático Profetizando às Nações, cuja metade de sua renda foi doada a missão Portas Abertas, organização que ampara a igreja perseguida (cristãos que vivem em lugares em que são perseguidos pela fé que professam). A partir de seu engajamento com a Igreja Perseguida, Fernanda se tornou embaixadora da causa no Brasil.
Em 2008, foi lançado o álbum Cura-Me, que conteve uma participação de Ana Paula Valadão, do Diante do Trono, na música "Não é Tarde", além de tratar de temas polêmicos, como o aborto. No mesmo ano, se uniu com Eyshila, num projeto que, em 2008, se tornou CD. Amigas, o projeto, foi disco de ouro. Em 2009, gravaram o álbum Amigas 2, novamente recebendo disco de ouro, o álbum contou com a participação da cantora Liz Lanne.
No dia 10 de junho de 2010, lança o seu CD intitulado Glória. O álbum vendeu mais de 300 mil cópias, sendo certificado como disco de platina duplo pela ABPD. No dia 27 de junho do mesmo ano, participou do quadro Encontro Musical do Domingão do Faustão na Rede Globo, ao lado de Aline Barros. Na ocasião, cantou a música "Cura-me" e em seguida fez um dueto com Aline Barros em "Tudo é Teu". A cantora também participou do Festival Promessas, evento ocorrido no Aterro do Flamengo e foi exibido na Rede Globo. Além de Fernanda, participaram os cantores Davi Sacer, Eyshila, Fernandinho, Damares, Pregador Luo, Ludmila Ferber, Regis Danese e o grupo Diante do Trono.

### 2012-2018: Liberta-me, Da Eternidade, Grammy Latino, Cinema, Conferência, Som da Minha Vida
Em julho de 2012, Fernanda Brum anunciou o título de mais um trabalho, Liberta-me. O disco foi gravado em junho e o encarte da obra foi produzido pela Quartel Design, e um feito inédito foi pedir ao público via Twitter mediante a escolher duas capas para serem votadas, o que seria a capa oficial do disco. A obra recebeu composições de vários músicos e artistas, como Livingston Farias, Luiz Arcanjo, Arianne, além de canções autorais. Liberta-me foi lançado em agosto de 2012 e recebeu disco de ouro e platina. No mesmo ano, estreia como atriz no filme "Finding Josef", com a temática missionária.
Em 2014, a intérprete lançou o single "Gigante do Amor" relacionado à Copa do Mundo. No começo de setembro, Fernanda grava o álbum Da Eternidade ao vivo com um coral de 500 vozes na nova tenda da Igreja Batista Atitude Central da Barra da Tijuca nos dias 5 e 6. Mas foi em janeiro de 2015 que o álbum gravado ao vivo foi lançado, com composições de Kleber Lucas, Luiz Arcanjo, Anderson Freire e a regravação de "O Que Sua Glória Fez Comigo". No mesmo ano venceu o Grammy Latino de Melhor Álbum de Música Cristã em Língua Portuguesa.
Fernanda também realizou, em 2016, a primeira edição da Conferência Profetizando às Mulheres que acontece anualmente, geralmente nos meses de outubro no Rio de Janeiro.
No ano de 2017, Fernanda grava o álbum Som da Minha Vida no estúdio. Com participações de Eyshila em "Do Nilo à Terra Prometida" e Biorki em "Caiu Babel", reuniu composições autorais, além de canções de Emerson Pinheiro, Livingston Farias, Anderson Freire e outros letristas, o álbum também possui cinco Live Sessions lançados em 2018. No mesmo ano, Som da Minha Vida venceu o Grammy Latino de Melhor Álbum de Música Cristã em Língua Portuguesa.

### 2019-2020: A transição para o digital e a saída da MK Music
Para o ano de 2019, Fernanda preparou um projeto inédito, sendo gravado nos estúdios da Full Sail, na Flórida. A cantora gravou 10 faixas inéditas, além de uma música na língua inglesa com participação da cantora Shana Saint. As 11 canções foram dívidas em 2 EPs, sendo o primeiro lançado no dia 30 de maio com o título Terceiro Céu, e o segundo em 2020 Águas Profundas.
No mesmo ano, a cantora, que também é pastora, lançou mensagens bíblicas nas plataformas digitais. As pregações foram gravadas durante cultos de sua igreja, Profetizando às Nações.
No dia 3 de janeiro de 2020, a cantora lança o EP YouTube Music Night, contendo 4 canções gravadas ao vivo em um evento realizado pelo YouTube Space Rio em parceria com a MK Music, gravado em julho de 2019. Este é o primeiro trabalho gospel produzido e editado pela plataforma de vídeos YouTube.
Em março de 2020, Fernanda lançou o EP Águas Profundas. O último projeto pela MK Music, após 25 anos de parceria.

### 2020-2022: A saída da MK Music e novos projetos na Sony Music
Em julho do mesmo ano, anuncia sua saída da MK Music, assinando contrato e fazendo parte do cast da Sony Music. Desde então, Fernanda lançou 7 singles, sendo um deles a regravação de "Ouço Deus Me Chamar", uma collab de Marcos Freire que também teve a participação de Ludmila Ferber. Em novembro de 2021 a cantora lança seu primeiro EP pela Sony: Do Éden ao Éden, que incluia os singles "Escreve" e "Jardim".
O ano de 2022 foi de reviver grandes momentos para Fernanda e os fãs. A cantora finalizou o ano anterior lançando o primeiro volume do projeto "Reunion - Ao Vivo no Sintonize" em dezembro, e em janeiro de 2022 o segundo volume.
Convidada pela Amazon Music, a cantora participou do projeto "Sucessos Gospel Brasil", que se tornou um EP com 3 releitura de canções nas plataformas digitais e 11 vídeo clipes no Youtube, com arranjos totalmente novos. 
Em maio de 2022 a cantora deu início ao projeto de releituras intitulado "Em Casa", gravado de forma caseira ao vivo no final de 2021. O álbum lançado em agosto, com estilo eletro-acústico, passeou por toda sua discografia, desde seu primeiro LP até seu recente lançamento inédito.
No início de 2022 havia rumores que Fernanda estaria preparando seu novo álbum ao vivo. A gravação foi confirmada para acontecer em novembro de 2022, sendo seu primeiro álbum visual inédito, sendo gravado simultaneamente em áudio e vídeo.

### 2023-atualmente: Onde o Fogo Não Apaga e 30 anos de carreira
O ano de 2023 começou de forma impactante quando Fernanda anunciou o lançamento de seu tão aguardado álbum ao vivo, intitulado "Onde O Fogo Não Apaga". Este projeto, gravado no final de 2022, teve seu início marcado pelo lançamento de três singles, culminando no lançamento do álbum completo em abril de 2023. O álbum rapidamente se tornou um enorme sucesso no cenário gospel, alcançando números expressivos em um curto período após o lançamento, tendo destaque com as faixas "Romanos 8:26", "Yeshua" e a homônima "Onde o Fogo Não Apaga", certificada com Disco de Ouro e Disco de Platina pela Pro-Música Brasil. Em julho do mesmo ano, Fernanda surpreendeu ao lançar a versão Deluxe do projeto. Esta edição especial incluía sete versões em estúdio das canções originais do álbum, mesmo sendo concebido inicialmente como um projeto totalmente gravado em estúdio. 
Fernanda retornou ao cenário gospel romântico ao lançar o EP "Amar e Perdoar", em junho de 2023, contendo três canções inéditas, incluindo uma colaboração com seu esposo, Emerson Pinheiro. Em outubro do mesmo ano, ela fez uma releitura da música "A Alegria do Senhor" em parceria com Smilinguido, originalmente gravada pelo Grupo Voices, sendo esse seu primeiro trabalho solo destinado ao público infantil.
Em 2023, Fernanda comemorou 30 anos de carreira com um evento especial em Angola, África. A cantora escolheu a ONG Baluarte como cenário para a gravação audiovisual do seu álbum comemorativo. Além de registrar clipes nas paisagens africanas, o álbum conta com a participação de Eyshila e é dirigido por Alex Passos, com produção musical de Emerson Pinheiro. A viagem não se limitou apenas à produção musical; Fernanda também realizou um trabalho social e humanitário. A cantora levou uma equipe de profissionais de saúde, incluindo médicos e dentistas, para fornecer cuidados e doações à ONG, que auxilia crianças carentes. Essa iniciativa destaca o comprometimento de Fernanda não apenas com sua carreira artística, mas também com a responsabilidade social e humanitária.
O álbum comemorativo "30 anos na África" foi lançado em abril de 2024. Gravado ao vivo, conta com 14 faixas de releituras de sucessos da cantora, com participação de um coral de crianças. O clipe do single "Orai por Todas As Crianças" foi disponibilizado, com participação de crianças africanas dançando com Fernanda, numa paisagem característica africana, marcando o início da divulgação do projeto, seguido dos vídeos das canções do show ao vivo. O último lançamento do projeto foi o single "Alguém", com clipe gravado com as crianças da ONG, ambientado com as crianças fazendo pinturas em um muro dentro do terreno da Ong, e com cenas isoladas de Fernanda no alto de um Canyon. O single marca o fim dos lançamentos musicais do projeto e um documentário será lançado em breve mostrando os bastidores da viagem e da gravação em Luanda, Angola.
Em agosto do mesmo ano, Fernanda lança a sua própria versão da música "Faraó ou Deus?", música original da cantora Shirley Carvalhaes no álbum Primeiro Amor. A nova versão recebeu arranjos pop e recebeu diversos elogios por parte do público e da mídia especializada, recebendo um artigo pela Billboard Brasil.
Durante o final de agosto e início de setembro de 2024, Fernanda Brum esteve em Orlando, nos Estados Unidos, gravando nos estúdios da Full Sail o seu mais recente álbum inédito, posteriormente lançado em março de 2025.
A segunda parte do projeto 30 Anos foi gravada no Brasil, no Rio de Janeiro, durante a conferência Profetizando às Mulheres, em 25 de outubro de 2024. Até o momento, não há data definida para o seu lançamento.
Em 2024, Fernanda Brum lançou o single "Enquanto Dói", que se tornou a primeira música de trabalho do álbum Milagre, inaugurando a sequência de lançamentos que continuou nos primeiros meses de 2025. No mês seguinte, foi divulgado o single "Lamparina", que recebeu destaque na mídia por seu videoclipe com efeitos especiais. Em seguida, foi lançado o single "Único", uma regravação do FHOP Music, agora interpretada por Fernanda Brum.
O álbum Milagre foi lançado em março de 2025, tendo como canção de trabalho "A Noiva". O projeto também inclui regravações de músicas já conhecidas, como "O Nardo" (originalmente gravada pelo Trazendo a Arca, com uma versão anterior de Fernanda lançada em 2014) e "Clama Ana" (gravada originalmente por Emerson Pinheiro no álbum Adorarei). Com temática centrada no processo de milagre e adoração, o álbum reflete experiências pessoais da cantora, incluindo o tratamento de seu marido, Emerson Pinheiro, diagnosticado com leucemia, e o momento delicado vivido com seu pai, Nélio Brum, que enfrentava a doença de Parkinson à época do lançamento.
O projeto foi produzido por Emerson Pinheiro e contou com a participação da primeira formação do grupo Quatro por Um, com Marcus Salles, Duda Andrade e Valmir Bessa nos instrumentos, além de se destacar pelas composições assinadas pela própria Fernanda Brum.

## Vida pessoal
No dia 18 de maio de 1996, Fernanda Brum se casou com o produtor musical Emerson Pinheiro.
Nos primeiros anos de casamento, Fernanda também sofreu quatro abortos espontâneos. O ocorrido poderia ter sido um grande motivo para a cantora desistir de ter filhos, mas, mesmo assim, isso não a fez abrir mão do seu sonho. Brum, inclusive, já compôs várias canções em relação a isso como, a famosa, "Dá-me Filhos" e "Aborto, Não!" dos álbuns "Apenas um Toque" e "Cura-me", respectivamente.
No dia 29 de julho de 2003, Fernanda deu à luz o seu primeiro filho, Isaac. No dia 8 de janeiro de 2010, ela deu à luz Laura, sua primeira filha.
Pastores desde 2003, Fernanda Brum e Emerson Pinheiro foram consagrados na Igreja Batista Ebenézer; até o início de 2016, pastoreavam na Igreja Batista Atitude Central da Barra da Tijuca onde estavam na direção do culto quarta profética e mulheres de ouro. Atualmente pastoreiam a Igreja Profetizando Às Nações (IPAN) na Barra da Tijuca.

## Discografia
- 1993: Feliz de Vez (LP)
- 1995: Meu Bem Maior
- 1997: Sonhos
- 1999: O Que Diz Meu Coração
- 2001: Feliz de Vez
- 2002: Quebrantado Coração
- 2004: Apenas um Toque
- 2006: Profetizando às Nações
- 2008: Cura-me
- 2010: Glória
- 2012: Liberta-me
- 2015: Da Eternidade
- 2017: Som da Minha Vida
- 2019: Terceiro Céu
- 2020: Águas Profundas
- 2021: Do Éden ao Éden
- 2023: Onde o Fogo Não Apaga
- 2025: Milagre

## Videografia
- 2004: Apenas um Toque - O Evento
- 2007: Profetizando às Nações Ao Vivo
- 2009: Cura-me (Ao Vivo)
- 2011: Glória in Rio
- 2014: Liberta-me - Ao Vivo em Recife
- 2016: Da Eternidade - Ao Vivo em Israel
- 2023: Onde o Fogo Não Apaga
- 2024: 30 Anos - Ao Vivo na África

## Filmografia

### Filmes
| Ano  | Personagem    | Filme         |
| ---- | ------------- | ------------- |
| 2018 | Maria Antônia | Finding Josef |

### Programas de TV e Web
| Ano  | Título                       | Cargo                  | Notas  |
| ---- | ---------------------------- | ---------------------- | ------ |
| 2001 | Conexão Gospel               | Apresentadora eventual |        |
| 2022 | Dom Reality                  | Jurada                 | [ 52 ] |
| 2025 | 30 Anos na África (Mini Doc) | Ela Mesma              |        |

## Teatro
| Ano  | Personagem      | Peça             |
| ---- | --------------- | ---------------- |
| 2019 | Cantora sem voz | O Circo da Culpa |

## Livros
- 2013: E Foi Assim...
- 2023: Na Mira
- 2024: Plena

## Prêmios e indicações

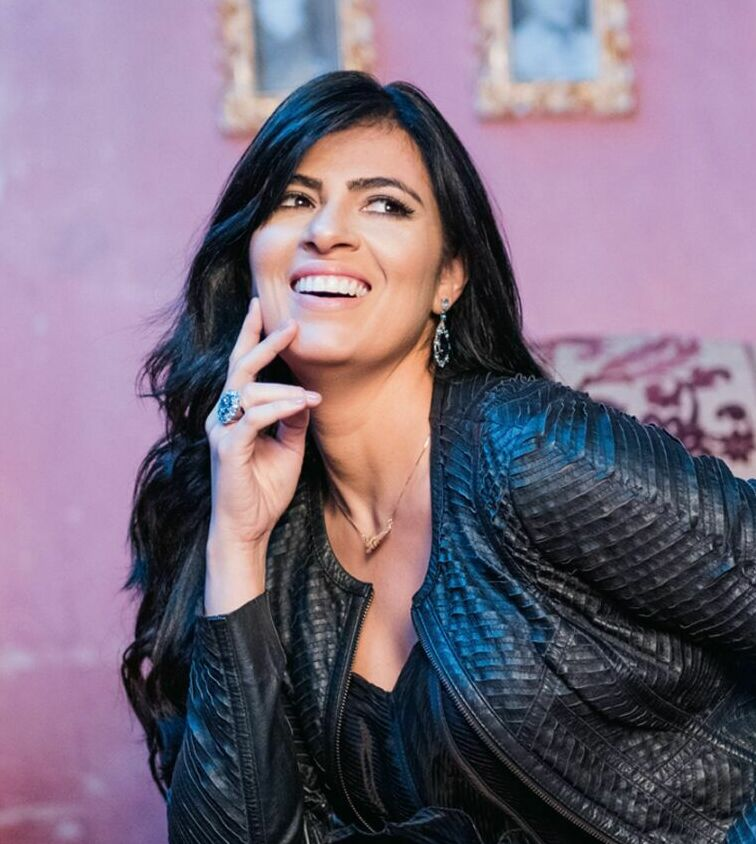
Fernanda Brum na sessão de fotos do álbum Som da Minha Vida, de 2017, ganhador do Grammy Latino.

Em 1995, Fernanda lança seu primeiro álbum pela MK Music, intitulado de Meu Bem Maior, no mesmo ano recebeu prêmio de Revelação do Ano no Troféu Talento.
Em 2001, regravou seu primeiro álbum, intitulado Feliz de Vez, com três canções inéditas, onde rendeu indicações à categoria Regravação do Ano no Troféu Talento.
No ano seguinte, a cantora lançou Quebrantado Coração, e no mesmo ano recebeu 5 indicações ao Troféu Talento, vencendo nas categorias Cantora do Ano e Regravação do Ano com "Lembranças de Jesus". Foi indicada também ao CD do Ano com o álbum e ao Clipe do Ano e Música do ano com a canção "Quebrantado Coração". No ano de 2015, a canção "Espirito Santo" foi indicada a melhor música de todos os tempos no Troféu de Ouro.
Em 2004, lança seu primeiro álbum ao vivo: Apenas um Toque, que rendeu cinco indicações ao Troféu Talento, sendo as categorias: CD Ao Vivo, CD de Adoração e Louvor, e as canções "Apenas um Toque" indicada à Música do Ano e "Ele Escolheu os Cravos" indicado à Clipe do Ano. Em 2006, lançou o álbum Profetizando às Nações, indicado a álbum Adoração do Ano e a faixa título a música do ano.
Em 2008, recebeu sua primeira indicação ao Grammy Latino com o álbum Cura-me, na categoria Melhor Álbum de Música Cristã, a canção título "Cura-me" foi indicada ao Troféu Talento na categoria de Música do Ano e ganhou na categoria de Dupla do Ano com Eyshila.
Em 2010, lança o álbum Glória, indicado ao Troféu Promessas como CD do Ano, e o clipe de "Pavão Pavãozinho" ganhou o clipe do ano. Em 2012, foi indicado a DVD do Ano e CD do Ano pela sua versão ao vivo Glória in Rio ao Troféu Promessas, a canção 'Canta Minh'Alma' foi indicada a Canção do Ano. E em 2013, foi indicada na categoria CD do Ano pelo álbum 'Liberta-me', e a faixa-título a canção do ano. Foi a maior ganhadora na categoria de Cantora do Ano no Troféu Promessas, no ano de 2012 e 2013.
Seu segundo álbum ao vivo, 'Da Eternidade', que foi ganhador do primeiro Grammy Latino da cantora na categoria de Melhor Álbum de Música Cristã, foi indicado na categoria de álbum do ano no Troféu Gerando Salvação, e a canção 'O Que Sua Glória Fez Comigo' na categoria de Música do Ano e Canção Chiclete, o álbum e o clipe de 'Efésios' foram indicado ao Troféu de Ouro.
Em 2018 lança 'Som da Minha Vida' que ganhou o Grammy Latino de Melhor Álbum de Música Cristã, os clipes de 'Limpe o Palco, Apague as Luzes', 'Ar r Escreve foram indicados ao Troféu Gerando Salvação na categoria de clipe do ano, mas não ganhou em nenhum ano, o clipe de Escreve foi eleito o melhor clipe gospel de 2021.